# Laozhai
Laozhai eller Laozhaiplatsen (老寨遗址; Lǎozhài yízhǐ) är en arkeologisk utgrävningsplats i Henan i Kina. Fynden är från den tidiga Longshankulturen (ca 3000–2500 f.Kr). Fyndplatsen finns i byn Bagang (八岗村) i Zhongmou härad sydost om Zhengzhou.
Vid fyndplatsen har bland annat en grav och 47 askgropar hittats. Därutöver en stor mängd fynd av keramikskärvor, stengods och benverktyg.